# Ужла (посёлок)
Ужла — посёлок в Вытегорском районе Вологодской области.
Входит в состав Анненского сельского поселения, с точки зрения административно-территориального деления — в Анненский сельсовет.
Расположен при впадении реки Ужла в Ковжу. Расстояние по автодороге до районного центра Вытегры — 62 км, до центра муниципального образования села Анненский Мост — 7 км. Ближайшие населённые пункты — Бадожский Погост, Бессоново, Морозово.
По переписи 2002 года население — 112 человек (55 мужчин, 57 женщин). Преобладающая национальность — русские (96 %).